# Acropyga paramaribensis
Acropyga paramaribensis é uma espécie de formiga do gênero Acropyga, pertencente à subfamília Formicinae.